# Pantachogon haeckeli
Pantachogon haeckeli is een hydroïdpoliep uit de familie Rhopalonematidae. De poliep komt uit het geslacht Pantachogon. Pantachogon haeckeli werd in 1893 voor het eerst wetenschappelijk beschreven door Maas. 